# Nimiq 6
O Nimiq 6 é um satélite de comunicação geoestacionário canadense da série Nimiq construído pela Space Systems/Loral (SS/L), ele está localizado na posição orbital de 91 graus de longitude oeste e é administrado pela Telesat Canada, com sede em Ottawa no Canadá. O satélite foi baseado na plataforma LS-1300 e sua expectativa de vida útil é de 15 anos.

## Lançamento
O satélite foi lançado com sucesso para o espaço no dia 17 de maio de 2012, por meio de um veículo Proton-M/Briz-M a partir do Cosmódromo de Baikonur, no Cazaquistão. Ele tinha uma massa de lançamento de 4.745 kg.

## Capacidade e cobertura
O Nimiq 6 é equipado com 32 transponders em banda Ku de alta potência para prestar serviços de telecomunicação para a América do Norte. A Bell TV concordou em alugar totalmente este novo satélite por toda a sua vida útil, para servir o número de rápido crescimento de assinantes da Bell TV em todo o Canadá.